# Ōtani Yoshitsugu
En aquest nom japonès, el cognom és Ōtani.
Ōtani Yoshitsugu (大谷吉継, Ōtani Yoshitsugu 1558-1600) va ser un samurai del període Sengoku i Azuchi-Momoyama de la història del Japó.
Yoshitsugu es va convertir en vassall de Toyotomi Hideyoshi per la qual cosa va participar durant la campanya de pacificació de Kyushu. Durant la batalla de Sekigahara Yoshitsugu va donar suport a Ishida Mitsunari, que s'oposava a Tokugawa Ieyasu. Durant la batalla, Yoshitsugu va rebre l'atac de Kobayakawa Hideaki, que enmig de l'enfrontament va decidir canviar de bàndol i donar suport a l'«Exèrcit de l'Est» del clan Tokugawa. Per evitar caure en mans enemigues, Yoshitsugu li va demanar a un dels seus servent que el decapitar i amagués el cap de tal manera que l'enemic no pogués prendre-la com trofeu, el seu servent va accedir.
Yoshitsugu és famós per patir de lepra, fins i tot va arribar al camp de batalla en Sekigahara en un palanquí.